# Point du mari
Le point du mari est une mutilation génitale qui est pratiquée à l'insu des femmes après leur accouchement avec épisiotomie, consistant en un point de suture supplémentaire sur le périnée, afin de resserrer le diamètre d'entrée du vagin et d'augmenter ainsi le plaisir sexuel du mari lors de rapports sexuels vaginaux. 
Il est évoqué sur des forums par des femmes après leur accouchement, ainsi que par des sages-femmes.

## Histoire
Les chercheurs belges Julie Dobbeleir, Koenraad Van Landuyt et Stan J. Monstrey estiment que ce type de mutilation existe depuis le milieu des années 1950. 
D'après la Dr Odile Bagot, gynécologue, le point du mari a été évoqué pour la première fois en France le 21 mars 2014 sur le blog d'Isabelle Alonso, une actrice française féministe. Cependant, Alonso avait elle-même repris une publication de la sage-femme et romancière Agnès Ledig, sur Facebook. Agnès Ledig a retrouvé dans ses notes de formation de sage-femme une mention « point du mari ». Elle estime que cette pratique était enseignée jusque dans les années 2000.
Ce sujet est particulièrement débattu durant l'année 2014,,.

## Définition
La journaliste indépendante Mélanie Déchalotte cite, dans Le livre noir de la gynécologie, deux expressions équivalentes à celle de « point du mari » : « point de complaisance » et « point de courtoisie ».  En anglais, il est nommé husband's stitch, husband's knot ou vaginal tuck.
D'après Dobbeleir et al., les gynécologues des années 1950 avaient l'habitude de resserrer l'entrée du vagin d'une femme avec un point de suture supplémentaire, tout en réparant les déchirures du vagin et du périnée ou les épisiotomies après l'accouchement. Cette intervention était discrètement considérée par les médecins comme une « amélioration du bien-être de la femme ». Elle consiste à réduire le diamètre du vagin en vue d'augmenter ainsi le plaisir de l'époux lors d'une pénétration génitale,.
Le point du mari est évoqué durant les années 2010 par des femmes françaises qui ont accouché,, et par des sages-femmes. Les femmes qui l'évoquent dans Grazia et Le Monde le décrivent comme une mutilation génitale imposée à leur insu post-partum. 
D'après la journaliste Diane Jeantet pour Le Monde, la notion de « point du mari » est fortement liée au grand nombre d'épisiotomies pratiquées lors d'accouchements sur des patientes françaises, interventions qui ne leur furent pas annoncées au préalable.

## Témoignages sur l'existence de cette pratique
Agnès Ledig déclare en 2014 avoir été victime de cette pratique. La présidente du Collectif associatif autour de la naissance (Ciane), Chantal Ducroux-Schouwey, affirme en 2014 que le point du mari est connu des femmes au moins depuis deux générations. Francine Dauphin, sage-femme et membre du Groupe Naissances, affirme qu'en ses quarante ans de pratique, elle a rencontré quelques internes qui pratiquaient ce point du mari. Claude Vouillot, également sage-femme, affirme en 2016 que le point du mari lui avait été enseigné trente ans auparavant. 
La sage-femme Caroline Reiniche témoigne, sur L'Obs, avoir observé un gynécologue recoudre la fourchette vaginale d'une patiente en 2008 dans une clinique, de façon plus serrée qu'il ne serait nécessaire, avant de l'entendre dire : « son mari me remerciera, je lui ai refait un vagin de jeune fille ». 
En 2021, Bettina Zourli, journaliste du magazine montréalais Urbania, a recueilli des témoignages de femmes françaises qui affirment avoir subi cette pratique. Cette même année, l'illustratrice Alison Dos Santos témoigne que son chirurgien, en la recousant, a déclaré « on va faire ça bien pour monsieur », et affirme avoir subi un point du mari.

## Rejets de l'existence du point du mari
L'existence du point du mari est rejetée par le président du syndicat des gynécologues-obstétriciens français, le Dr Jean Marty, qui dénonce « des histoires que l'on raconte et qui font monter des fantasmes dans l'esprit des gens », ainsi que « des femmes qui sont bien dans la victimologie, qui se retrouvent dans une forme de souffrance parce qu'elles arrivent à susciter l'intérêt ». Elle est aussi rejetée par les gynécologues qui exercent au Canada, et qui ont été interrogés par La Presse à ce sujet. Ces derniers estiment que les douleurs ressenties par les femmes en cas de rapports sexuels vaginaux après un accouchement sont dues à un ensemble de causes connues : la baisse du niveau d’œstrogènes, l'amincissement de la muqueuse vaginale durant les trois mois qui suivent l'accouchement, et l'absence d'ovulation qui entraîne une baisse de la lubrification du vagin.
Pour Pierre Foldes, un chirurgien spécialisé dans la reconstruction de l'hymen, la notion de point du mari découle en fait des douleurs ressenties par des femmes à la suite d'épisiotomies imposées sans concertation et mal pratiquées. Odile Bagot estime que la notion de point du mari décrit en réalité des épisiotomies non annoncées au préalable, et réalisées avec une suture trop serrée.